# Weerpijn
Weerpijn (ook wel: uitstralende pijn, gerefereerde pijn) is het verschijnsel waarbij pijn wordt gevoeld op een andere plaats dan waar de weefselbeschadiging plaatsvindt. Een voorbeeld is pijn bij een hartaanval, waarbij de pijn in de linkerschouder en/of de kaak gevoeld kan worden. Het is een subjectief verschijnsel: de patiënt voelt pijn, en zegt waar. Weerpijn wordt waarschijnlijk veroorzaakt door een convergentie van viscero-afferenten en somato-afferenten op hetzelfde ruggenmergsegment. De hyperactiviteit in de achterhoornneuronen van het ruggenmerg wordt in de hersenen "geïnterpreteerd" als komend van het bijbehorende huidgebied. Deze theorie staat bekend als de convergentie-projectie-theorie. In principe betreft het hier dus geen reflex (wel kan een reflexhypertonie tot de pijn bijdragen).
Bij aandoeningen van ingewanden kan er, behalve een diffuse pijn (pijn over een groot gebied, verspreid) in en rond het gebied van het gestoorde orgaan (buikpijn), pijn aan het lichaamsoppervlak, soms in ver verwijderde gebieden worden gevoeld, of kunnen er overgevoelige (hyperallergische) zones geconstateerd worden. De pijn wordt dan gevoeld in het dermatoom dat overeenkomt met het "hyperactieve" segment. Henry Head (een van de grondleggers van de neurologie van de vorige eeuw) beschreef deze zones. Men spreekt nog steeds van zones van Head.
Een bekend voorbeeld is angina pectoris, door ischemie wordt de hartspier en het pericard geprikkeld. Dit levert hyperactieve segmenten T1 t/m T4 en C2 t/m C4 op. Dit kan weerpijn tot gevolg hebben: op de thoraxwand links, voor en achter, aan de linker ulnaire onderarm, in de linkerschouder, nek en achterhoofd (soms uitstralend naar voorhoofd).
In gevallen van amputatie van de linkerarm blijkt weerpijn gevoeld te kunnen worden in het fantoom: een sterk argument voor de convergentie-projectie-theorie.
Weerpijn blijkt voornamelijk op te treden wanneer afferenten geprikkeld worden die afkomstig zijn van diepe structuren; in dat geval "interpreteert het brein verkeerd". Ook bij prikkeling van delen van het bewegingsapparaat (zogenaamde 'diep-somatische' structuren: spieren, kapsels, banden) kan dus weerpijn ontstaan. Weerpijn kan ook tot diagnostische verwarring leiden. Bij aandoeningen van de oesofagus en het hart kunnen bijvoorbeeld dezelfde segmenten geprikkeld worden waardoor weerpijn in dezelfde lichaamszones wordt gevoeld.